# Drift (Flotsam and Jetsam)
Drift è il quinto album in studio del gruppo musicale statunitense Flotsam and Jetsam, pubblicato nel 1995 dalla MCA Records.

## Tracce
1. Me – 3:17
2. Empty Air – 3:49
3. Pick a Window – 3:47
4. 12 Year Old With a Gun – 3:30
5. Missing – 5:57
6. Blindside – 3:35
7. Remember – 3:46
8. Destructive Signs – 4:55
9. Smoked Out – 6:08
10. Poet's Tell – 3:57